# Oleg Bovin
Oleg Georgiyevich Bovin (en russe : Олег Георгиевич Бовин, né le 20 juin 1946 à Moscou) est un joueur de water-polo soviétique, médaillé d'argent olympique en 1968 à Mexico.